# ورزشگاه کاسموس آرنا
کاسموس آرنا (انگلیسی: Cosmos Arena) ورزشگاهی است که در سامارا، روسیه واقع شده‌است.
این ورزشگاه یکی از محل‌های اختصاص داده شده برای برگزاری بازی‌های جام جهانی فوتبال ۲۰۱۸ است که در زمان برگزاری این بازی‌ها با نام سامارا آرنا شناخته می‌شود.
نام این ورزشگاه Cosmos به معنی کیهان است ویژگی ورزشگاه این است که گنبد فلزی آن به شکل یک سفینه ساخته شده است.

## جام جهانی فوتبال ۲۰۱۸
| تاریخ        | ساعت                 | تیم #۱    | نتیجه | تیم #۲   | دور          | تماشاگران |
| ------------ | -------------------- | --------- | ----- | -------- | ------------ | --------- |
| ۱۷ ژوئن ۲۰۱۸ | ۱۶:۰۰ (یوتی‌سی ۴:۰۰+) | کاستاریکا | ۰–۱   | صربستان  | گروه E       | ۴۱٬۴۳۲    |
| ۲۱ ژوئن ۲۰۱۸ | ۱۶:۰۰ (یوتی‌سی ۴:۰۰+) | دانمارک   | ۱–۱   | استرالیا | گروه C       | ۴۰٬۷۲۷    |
| ۲۵ ژوئن ۲۰۱۸ | ۱۸:۰۰ (یوتی‌سی ۴:۰۰+) | اروگوئه   | ۳–۰   | روسیه    | گروه A       | ۴۱٬۹۷۰    |
| ۲۸ ژوئن ۲۰۱۸ | ۱۸:۰۰ (یوتی‌سی ۴:۰۰+) | سنگال     | ۰–۱   | کلمبیا   | گروه H       | ۴۱٬۹۷۰    |
| ۲ ژوئیه ۲۰۱۸ | ۱۸:۰۰ (یوتی‌سی ۴:۰۰+) | برزیل     | ۲–۰   | مکزیک    | یک‌هشتم نهایی | ۴۱٬۹۷۰    |
| ۷ ژوئیه ۲۰۱۸ | ۱۸:۰۰ (یوتی‌سی ۴:۰۰+) | سوئد      | ۰–۲   | انگلستان | نیمه‎نهایی    | ۳۹٬۹۹۱    |